# Reprap
RepRap je odprtokodni 3D-tiskalnik, ki tiska plastične 3D-predmete. Ker lahko RepRap natisne večino svojih delov, ga uvrščamo v skupino samoreplicirajočih naprav. Lastniki RepRap tiskalnika lahko izdelajo različne uporabne plastične izdelke, hkrati pa lahko izdelajo večino potrebnih delov kopije tiskalnika za koga drugega. 
Ime RepRap izhaja iz angleškega izraza "replicating rapid prototyper". V primeru projekta RepRap je izraz "Rapid prototyping" definiran kot "avtomatizirano konstruiranje objekta s pomočjo večslojnega nanašanja materiala v njegovo končno obliko". Projekt RepRap je bil v osnovi zamišljen kot 3D-tiskalnik, ki z omenjeno tehnologijo izdela večino lastnih delov. Vsi načrti v sklopu projekta RepRap so izdani v odprtokodni obliki (Free software license) in Splošnem dovoljenju GNU. Bistvena razlika med projektom RepRap in podobnimi projekti kot je FabLab, je v njegovi primarni funkciji repliciranja večine lastnih delov.